# Вонгар, Биримбир
Биримбир Вонгар (настоящее имя — Сретен Божич; родился в 1932 году в Сербии, Королевство Югославия) — австралийский и сербский писатель (прозаик, поэт и драматург) и антрополог югославского (сербского) происхождения, известен своим интересом к психологии австралийских аборигенов; общественный деятель-защитник прав австралийских туземцев, исследователь их культуры и фольклора.

## Биография
Согласно автобиографии Вонгара, он родился в семье ветерана Первой мировой войны Стевана и Даринки Божичей, у него было двое братьев и сестра. До выхода автобиографии о молодых годах Биримбира Вонгара было известно довольно мало — так, в русскоязычном советском сборнике австралийских новелл (1980), где был помещён рассказ Биримбира Вонгара «Проводник», в исходных данных об авторах книги, указано, что писатель является туземным общественным деятелем, а дата рождения указана как «начало 1930-х годов». На самом деле Биримбир Вонгар — это аборигенское имя, по сути литературный псевдоним Сретена Божича, который родился в Югославии в 1932 году. У него были тяжёлые и опасные детские годы в военное время. После войны с образованием СФРЮ и «железным занавесом» государств соцблока 25-летнему Божичу в 1958 году удалось бежать на Запад — во Францию.
После двух лет, проведённых в Париже, он приехал в Австралию и жил в течение десяти лет на Северной территории, где вступил в племенной брак и непосредственно изучал культуру аборигенов. Он вёл с соплеменниками традиционное хозяйство, взял аборигенское имя, изучал язык, быт и традиции австралийских аборигенов.
После смерти жены в 1970-х Биримбир Вонгар переехал в Мельбурн. Тогда же, в 1970-е Вонгар уже под своим новым именем начал публиковать свои первые литературные произведения. Хотя у Вонгара были проблемы с письменной английской речью, его произведения получили быстрое признание, он был отмечен различными литературными наградами за своё чувствительное понимание культуры аборигенов.
Жена Вонгара Джумала и их двое детей умерли вследствие отравления водой из колодца. Позже об этом написал сам Вонгар в автобиографическом произведении «Динго Ден». Позже он женился во второй раз на Линде Бильчич, у пары родился сын Стефан. Вскоре вторая жена Вонгара также умерла.

## Творчество
Короткие рассказы Биримбира Вонгара появлялись в таких периодических изданиях, как Les Temps Modernes (Париж), Atlantic Monthly, London Magazine и Australian women’s Weekly. Сборник рассказов «из Вьетнама», озаглавленный «Грешники» (англ. Sinners), с предисловием Алана Маршалла появился в 1972 году, а второй, под названием «Дорога в Бралгу» (англ. The Track to Bralgu) с предисловием Алана Патона — в 1978 году. Как Стретен Божич, он также сотрудничал с Аланом Маршаллом в работе над научно-популярной книгой «Мифы аборигенов» (англ. Aboriginal Myths, 1972).
Творчество Вонгара (Божича) было воспринята хорошо и с энтузиазмом за рубежом, где завоевало одобрение от таких деятелей, как, например, Симона де Бовуар, а его произведения были переведены на немецкий, венгерский, русский и сербо-хорватский. В 2006 году количество проданных экземпляров его произведений за рубеж достигло миллионной отметки. В то же время книги Вонгара не находили большой симпатии и широко не публиковались в самой Австралии.
Поскольку о Биримбире Вонгаре в примечании издателя «Дороги в Бралгу» указывалось, что автор является австралийским аборигеном и родился в северной Австралии в конце 1930-х, то о европейских корнях писателя публике не было известно вплоть до 1981 года, когда Роберт Дру специально осуществил исследование и длительные поиски, результаты которых устанавливали идентичность Вонгара и были опубликованы в журнале Bulletin. Критики в Австралии были весьма обеспокоены вопросами относительно достоверности и законности, хотя читатели уже ранее определили хорошую способность Вонгара вести диалог двух культур и презентовать две реальности. В конце концов, критикой было высказано предположение, что Биримбир Вонгар пишет в новом жанре, который назвали «аборигенализмом» (англ. aboriginalism), следовательно, его литературная работа является сложным, творческим гибридом, смешиванием и расширением европейского и туземного образа мышления.
Среди других книг Биримбира Вонгара романы «Следопыты» (1978), трилогия «Уалг» (1983), «Каран» (1985) и «Габо Дьяра» (1987), «Марнгит» (1991); сборники новелл «Бабару» (1982) и «Последняя стая динго» (1993); пьесы «Камень в моём кармане» (1973, выданная Стретеном Божичем) и «Деревня Баланг» (1973); поэтический сборник «Билма» (1984).
Он также писал в журнал Ethnic Australia (1981) под редакцией Манфреда Джурдженсена. Биримбир Вонгар стал лауреатом премии Международного ПЕН-клуба за свою трилогию романов, награды Американской библиотечной ассоциации за «Бабару» и лауреатом Почетнoй награды за выдающийся вклад в австралийскую литературу.